# Prilep
Prilep (în macedoneană Прилеп, aromână Pãrleap) este un oraș din Macedonia de Nord.